# Kotel'nič
Kotel'nič è una cittadina della Russia europea nordorientale (oblast' di Kirov), capoluogo amministrativo del distretto omonimo.

## Geografia
La cittadina è situata sul fiume Vjatka, nei pressi della confluenza in esso dell'affluente Moloma, 124 km a sudovest del capoluogo Kirov.

## Storia
Sul sito dell'attuale cittadina è attestato, fin dal 1143, il villaggio di Kokšarov (Кокшаров, in lingua mari Кäкшäр); il nome attuale di Kotel'nič compare alcuni decenni dopo, nel 1181. Entrata a far parte del Granducato di Mosca nel 1489, ottenne lo status di città nel 1780 da Caterina II; si sviluppò nei secoli successivi come centro commerciale, vista anche la sua posizione lungo importanti vie di comunicazione.

## Economia
Al giorno d'oggi Kotel'nič è anche un centro industriale (alimentare, produzione e riparazione di macchine); nel circondario sono presenti inoltre giacimenti di torba e argilla.

## Società

### Evoluzione demografica
Fonte: mojgorod.ru
- 1897: 4.200
- 1939: 18.500
- 1959: 27.600
- 1989: 36.800
- 2007: 27.000